# Кайсы (посёлок)
Кайсы́ — посёлок в Усть-Ишимском районе Омской области. Административный центр Кайсинского сельского поселения.

## География
Посёлок расположен на востоке Усть-Ишимского района на правом берегу реки Иртыш при впадении реки Кайсы.
Расстояние до районного центра села Усть-Ишим составляет около 40 км. Автомобильная дорога с твёрдым покрытием к посёлку Кайсы отсутствует.

## История
Посёлок Кайсы основан в 1928 году. К началу войны в Кайсы из села Вятка был переведён основанный в 1937 году бондарный завод. Здесь выпускали спички, бочки, обручи для бочек, лыжи, столы, стулья. Рядом с заводом была пилорама. Во время Великой Отечественной войны завод работал на всю мощность, выпускал приклады к автоматам и винтовкам. В это время завод стал называться Артель «Спартак».
В 1964 году в посёлке была построена восьмилетняя школа. В 1986 году Вятский сельсовет переименован в Кайсинский, центр сельсовета перенесен в Кайсы.

## Население
| 2010 |
| ---- |
| 252  |